# Starinnyj vodevil'
Starinnyj vodevil' (Старинный водевиль) è un film del 1946 diretto da Igor' Andreevič Savčenko.